# Alfreð Gíslason

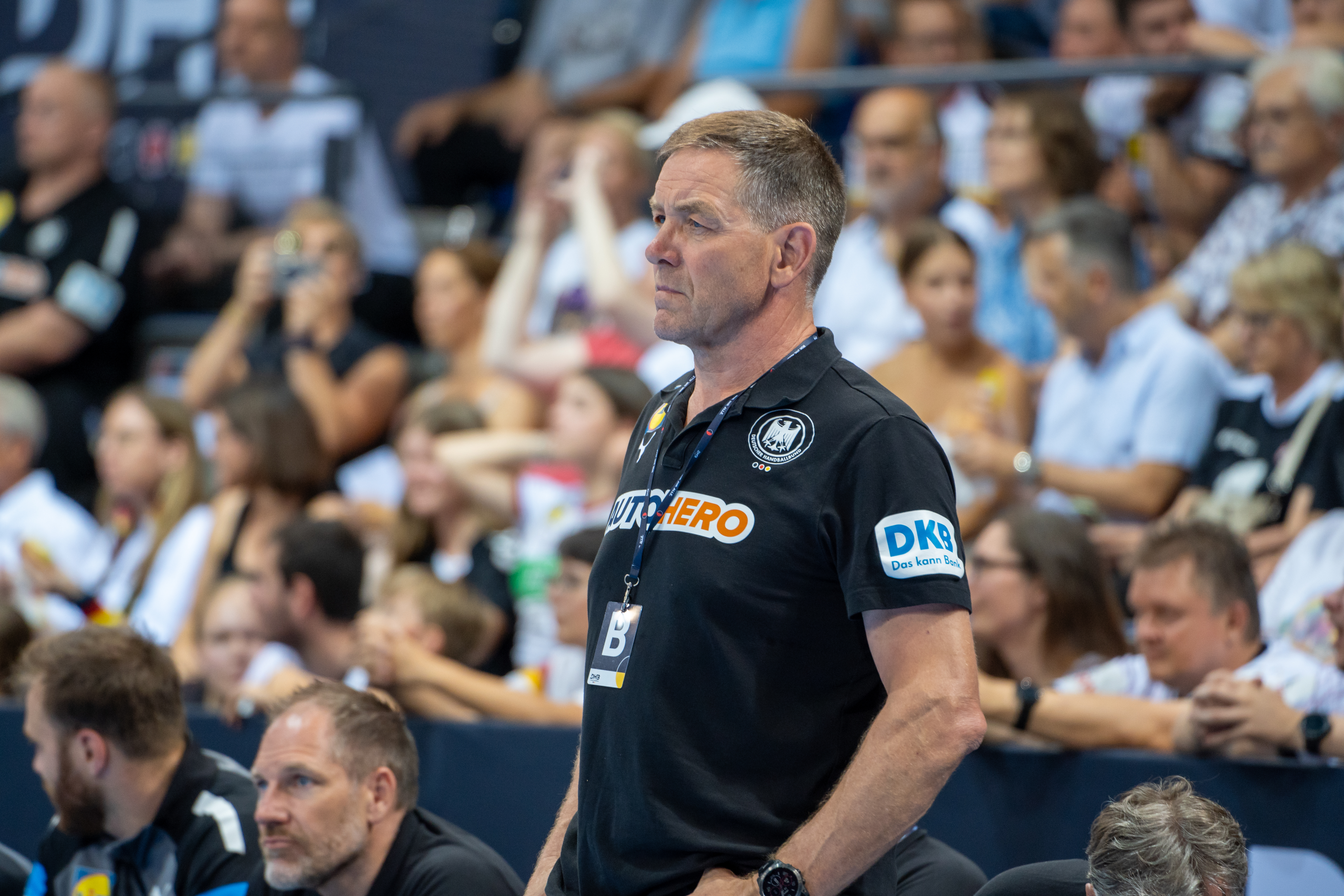
Alfreð Gíslason 2024

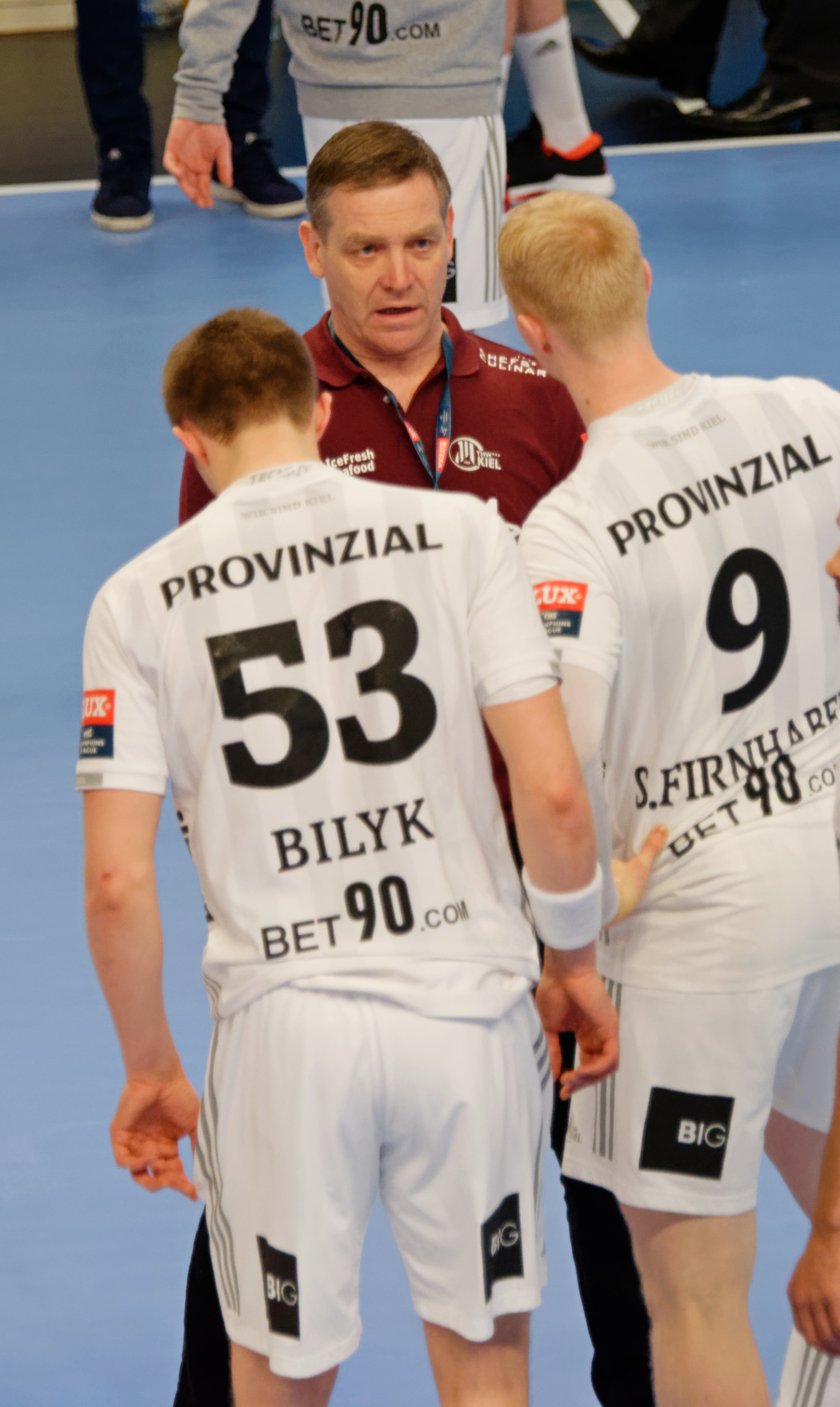
Alfreð Gíslason med THW Kiel, 2018.

Alfreð Gíslason, född 7 september 1959 i Akureyri, är en isländsk handbollstränare och tidigare handbollsspelare (vänsternia). Han är sedan 2020 förbundskapten för Tysklands herrlandslag. Tidigare har han bland annat tränat SC Magdeburg (1999–2006), Islands herrlandslag (2006–2008) THW Kiel (2008–2019).

## Klubbar som spelare
- KA Akureyri (–1980)
- Knattspyrnufelag Reykjavík (1980–1983)
- TUSEM Essen (1983–1988)
- Knattspyrnufelag Reykjavík (1988–1989)
- Bidasoa Irún (1989–1991)
- KA Akureyri (1991–1995)

## Tränaruppdrag
- KA Akureyri (1991–1997)
- SG VfL/BHW Hameln (1997–1999)
- SC Magdeburg (1999–2006)
- Islands herrlandslag (2006–2008)
- VfL Gummersbach (2006–2008)
- THW Kiel (2008–2019)
- Tysklands herrlandslag (2020–)

## Meriter i urval

### Som spelare
- Tysk mästare två gånger (1986 och 1987) med TUSEM Essen

### Som tränare
- Champions League-mästare tre gånger: 2002 (med SC Magdeburg), 2010 och 2012 (med THW Kiel)
- EHF-cupmästare två gånger: 2001 (med SC Magdeburg) och 2019 (med THW Kiel)
- Isländsk mästare 1997 med KA Akureyri
- Tysk mästare sju gånger: 2001 (med SC Magdeburg), 2009, 2010, 2012, 2013, 2014 och 2015 (med THW Kiel)
- Isländsk cupmästare två gånger (1995 och 1996) med KA Akureyri
- Tysk cupmästare sex gånger (2009, 2011, 2012, 2013, 2017 och 2019) med THW Kiel
- Årets tränare i Tyskland fem gånger: 2001, 2009, 2011, 2012 och 2013